# Bronisław Chruściel
Bronisław Stanisław Chruściel (ur. 20 października 1899 w Marcinkowicach, zm. 19 marca 1965 w Bexhill-on-Sea) – pułkownik dyplomowany piechoty Wojska Polskiego, działacz niepodległościowy, kawaler Orderu Virtuti Militari, w 1964 mianowany przez władze RP na uchodźstwie generałem brygady.

## Życiorys
Urodził się 20 października 1899 roku w Marcinkowicach, w rodzinie Jana i Elżbiety z Sołtysów. W latach 1909–1912 uczęszczał do gimnazjum w Gorlicach, następnie do I Gimnazjum w Nowym Sączu, które ukończył w 1917. W latach 1912–1914 należał do Polskich Drużyn Strzeleckich.
Jako niepełnoletni od sierpnia do września 1914 roku pełnił służbę w 1 pułku piechoty Legionów Polskich. W latach 1914–1917 był członkiem I Męskiej Drużyny Harcerzy im. Stefana Czarnieckiego w Nowym Sączu. 8 lutego 1917 został wcielony do cesarskiej i królewskiej Armii i przydzielony do Kompanii Zapasowej Batalionu Strzelców Polnych Nr 27. Od 11 maja do 31 lipca 1917 był słuchaczem szkoły oficerów rezerwy w Gablonz an der Neiße, a po jej ukończeniu wrócił do kompanii zapasowej na stanowisko instruktora. Od 29 listopada tego roku do 4 listopada 1918 na froncie w Batalionie Strzelców Polnych Nr 27, na stanowisku dowódcy plutonu działek piechoty. 15 sierpnia 1918 został mianowany chorążym rezerwy. W sierpniu 1918 przystąpił do Organizacji „Wolność" i brał czynny udział w przewrocie wojskowym w Nowym Sączu 31 października 1918.
W okresie od 16 listopada 1918 (jako podporucznik, od 1922 porucznik, po 1924 kapitan) do stycznia 1927 służył w 5 pułku piechoty Legionów w Wilnie. W 1918 wziął udział w obronie Lwowa a w 1919 walczył przeciwko Ukraińcom w Małopolsce Wschodniej. W roku 1920 uczestniczył w wojnie z bolszewikami najpierw w Inflantach, później podczas wyprawy kijowskiej, gdzie został ranny.
17 lipca 1925 ogłoszono jego przeniesienie do 1 pułku strzelców podhalańskich w Nowym Sączu, lecz na prośbę zainteresowanego decyzja o przeniesieniu została anulowana. 1 lutego 1927 został przydzielony z 5 pp Leg. do Generalnego Inspektoratu Sił Zbrojnych na stanowisko oficera ordynansowego generała do prac przy Generalnym Inspektorze Sił Zbrojnych, generała brygady Stefana Dąb-Biernackiego z siedzibą w Wilnie. 23 grudnia 1927 został przeniesiony do kadry oficerów piechoty z pozostawieniem na dotychczas zajmowanym stanowisku. Od 1 lipca do 14 września odbył staż w 4 pułku artylerii polowej w Inorocławiu, a od 15 września do 15 grudnia 1929 uczestniczył w Kursie Próbnym do Wyższej Szkoły Wojennej, który ukończył z 79. lokatę na 111 absolwentów. 21 grudnia 1929 został powołany do Wyższej Szkoły Wojennej w Warszawie w charakterze słuchacza Kursu Normalnego 1929–1931. Od 25 sierpnia do 15 września 1930, po ukończeniu I roku, odbył staż w 3 pułku artylerii polowej Legionów w Zamościu. Z dniem 1 września 1931, po ukończeniu studiów i otrzymaniu dyplomu naukowego oficera dyplomowanego, został przydzielony do 1 Dywizji Piechoty Legionów w Wilnie na stanowisko I oficera sztabu. 17 grudnia 1931 awansował na majora ze starszeństwem z dniem 1 stycznia 1932 i 58. lokatą w korpusie oficerów piechoty. 21 listopada 1932 został przeniesiony do Państwowego Urzędu Wychowania Fizycznego i Przysposobienia Wojskowego w Warszawie na stanowisko szefa Wydziału Społecznego. Od 11 kwietnia do 14 czerwca 1934 był słuchaczem kursu w Centrum Wyszkolenia Piechoty w Rembertowie. Od grudnia 1934 dowodził batalionem w 1 pp Leg. w Wilnie. 23 września 1935 został przesunięty na stanowisko dowódcy III batalionu szkolnego, a 25 września 1936 mianowany dowódcą II batalionu. 1 grudnia 1936 został wyznaczony na stanowisko szefa sztabu 1 Dywizji Piechoty Legionów. Rozkazem z 4 października 1937 został przeniesiony do Sztabu Głównego i 26 października tego roku objął obowiązki oficera Sekretariatu Komitetu Obrony Rzeczypospolitej. Na podpułkownika został awansowany ze starszeństwem z 19 marca 1938 i 66. lokatą w korpusie oficerów piechoty. 2 kwietnia 1938 został mianowany oficerem sztabowym do zleceń w Sztabie Głównym. W marcu 1939 na stanowisku kierownika Samodzielnego Referatu Oficerów Dyplomowanych Sztabu Głównego.
Po klęsce wrześniowej przez krótki okres był internowany w Rumunii po czym przedostał się do Francji. W 1940 po klęsce armii francuskiej ewakuowany do Anglii wraz ze Szkołą Podchorążych Piechoty w Coëtquidan, której był komendantem. 16 lipca 1940 mianowany był pierwszym dowódcą 2 batalionu strzelców. Dowodził nim przez 2 lata. W latach 1943–1944 pełnił obowiązki zastępcy Szefa Oddziału Operacyjnego Naczelnego Wodza. Podczas kampanii włoskiej od października 1944 roku był dowódcą 1 Brygady Strzelców Karpackich. Mianowany pułkownikiem ze starszeństwem z dniem 1 stycznia 1945 roku w korpusie oficerów piechoty. Od lipca 1945 roku do września 1946 roku był szefem Służby Opieki nad Żołnierzem przy Sztabie Naczelnego Wodza w Londynie. Następnie w latach 1947–48 przebywał w Niemczech w organizacji pomagającej w emigracji polskich obywateli do Anglii. Po demobilizacji pozostał w Anglii.
Był członkiem Kapituły Krzyża Orderu Wojennego Virtuti Militari, powołany 7 marca 1960, do 7 marca 1962. Znalazł zatrudnienie jako operator maszyn w fabryce plastików, zawód ten wykonywał do roku 1961. Ze względu na pogarszający się stan zdrowia opuścił Londyn i wyniósł się na południowe wybrzeże Anglii, gdzie przez dwa lata pracował jako nauczyciel w szkole angielskiej, którą przerwał z powodu choroby serca w 1963. Brał aktywny udział w życiu organizacji polonijnych, był członkiem Instytutu J. Piłsudskiego i wielu organizacji kombatanckich. M.in. otrzymał tytuł honorowego prezesa Koła Byłych Żołnierzy 2 Batalionu Grenadierów „Kratkowane Lwiątka”.
W 1964 został mianowany generałem brygady.
Zmarł 19 marca 1965 roku po długiej chorobie i wielotygodniowym pobycie w szpitalu w Bexhill-on-Sea. Pochowany na miejscowym cmentarzu.
16 lutego 1926 ożenił się z Heleną z Wilczyńskich, z którą miał syna Leszka Jana (ur. 30 września 1929). W czasie wojny jego żona pozostawiona w Polsce, była aresztowana przez Gestapo w 1943 roku a wiosną następnego roku rozstrzelana. Syn został deportowany do III Rzeszy. Po wojnie ożenił się z Angielką.

## Ordery i odznaczenia
- Krzyż Złoty Orderu Virtuti Militari nr 89[34]
- Krzyż Srebrny Orderu Wojskowego Virtuti Militari nr 1167[35] – 16 lutego 1921[36]
- Krzyż Walecznych czterokrotnie nr 32899[37][23]
- Złoty Krzyż Zasługi – 11 listopada 1937 „za zasługi w służbie wojskowej”[38]
- Medal Niepodległości – 20 stycznia 1931 „za pracę w dziele odzyskania niepodległości”[39][40]
- Srebrny Krzyż Zasługi – 10 listopada 1928 „w uznaniu zasług, położonych na polu pracy w poszczególnych działach wojskowości”[41][42]
- Medal Pamiątkowy za Wojnę 1918–1921 – 1928[43]
- Medal Dziesięciolecia Odzyskanej Niepodległości – 1928[43]
- Srebrny Medal za Długoletnią Służbę – 11 listopada 1938[44][45]
- Odznaka Pamiątkowa Generalnego Inspektora Sił Zbrojnych – 12 maja 1936
- Order Imperium Brytyjskiego[31]
- francuski Krzyż Wojenny[31]
- łotewski Medal Pamiątkowy 1918-1928 – 6 sierpnia 1929[46]
- Brązowy Medal Waleczności[47]
- Krzyż Wojskowy Karola[47]